# Nesticus eremita
Nesticus eremita är en spindelart som beskrevs av Simon 1879. Nesticus eremita ingår i släktet Nesticus och familjen grottspindlar. Inga underarter finns listade i Catalogue of Life.